# Curugbitung (plaats)
Curugbitung is een bestuurslaag in het regentschap Lebak van de provincie Banten, Indonesië. Curugbitung telt 2861 inwoners (volkstelling 2010).